# Rugby-Union-Juniorenweltmeisterschaft 2013
Die Rugby-Union-Juniorenweltmeisterschaft 2013 (engl. 2013 IRB Junior World Championship) war die sechste Ausgabe der Weltmeisterschaft für U20-Junioren-Nationalmannschaften in der Sportart Rugby Union. Sie fand vom 5. bis 23. Juni 2013 in Frankreich statt. Den Juniorenweltmeistertitel gewann zum ersten Mal England.
Unmittelbar zuvor fand in Chile die IRB Junior World Rugby Trophy 2013 für tiefer eingestufte Mannschaften statt.

## Austragungsorte
Sämtliche Spiele fanden an folgenden Orten in den Regionen Bretagne und Pays de la Loire statt:
| Ort              | Stadion               | Kapazität |
| ---------------- | --------------------- | --------- |
| La Roche-sur-Yon | Stade Henri-Desgrange | 9.000     |
| Nantes           | Stade Pascal-Laporte  | 1.500     |
| Vannes           | Stade de la Rabine    | 9.500     |

## Vorrunde

### Gruppe A
|    | Land       | Spiele | Siege | Unent. | Ndlg. | Spiel- punkte | Diff. | Bonus- punkte | Tabellen- punkte |
| -- | ---------- | ------ | ----- | ------ | ----- | ------------- | ----- | ------------- | ---------------- |
| 1. | Südafrika  | 3      | 3     | 0      | 0     | 154:43        | + 111 | 1             | 13               |
| 2. | England    | 3      | 2     | 0      | 1     | 163:37        | + 126 | 2             | 10               |
| 3. | Frankreich | 3      | 1     | 0      | 2     | 70:59         | + 11  | 2             | 6                |
| 4. | USA        | 3      | 0     | 0      | 3     | 3:251         | − 248 | 0             | 0                |

| 5. Juni 2013 18:45 MESZ | Frankreich     | 6 : 30 | England | Stade Henri-Desgranges, La Roche-sur-Yon Schiedsrichter: Stuart Berry (Südafrika) |
| 5. Juni 2013 18:45 MESZ | (3:13) Bericht |        |         | Stade Henri-Desgranges, La Roche-sur-Yon Schiedsrichter: Stuart Berry (Südafrika) |

| 5. Juni 2013 20:45 MESZ | Südafrika      | 97 : 0 | USA | Stade Henri-Desgranges, La Roche-sur-Yon Schiedsrichter: Shuhei Kubo (Japan) |
| 5. Juni 2013 20:45 MESZ | (54:0) Bericht |        |     | Stade Henri-Desgranges, La Roche-sur-Yon Schiedsrichter: Shuhei Kubo (Japan) |

| 9. Juni 2013 16:45 MESZ | Südafrika      | 31 : 24 | England | Stade Henri-Desgranges, La Roche-sur-Yon Schiedsrichter: Mike Fraser (Neuseeland) |
| 9. Juni 2013 16:45 MESZ | (21:7) Bericht |         |         | Stade Henri-Desgranges, La Roche-sur-Yon Schiedsrichter: Mike Fraser (Neuseeland) |

| 9. Juni 2013 18:45 MESZ | Frankreich     | 45 : 3 | USA | Stade Henri-Desgranges, La Roche-sur-Yon Schiedsrichter: Andrew McMenemy (Schottland) |
| 9. Juni 2013 18:45 MESZ | (17:3) Bericht |        |     | Stade Henri-Desgranges, La Roche-sur-Yon Schiedsrichter: Andrew McMenemy (Schottland) |

| 13. Juni 2013 18:45 NZST | England        | 109 : 0 | Vereinigte Staaten | Stade Henri-Desgranges, La Roche-sur-Yon Schiedsrichter: Andrew Lees (Australien) |
| 13. Juni 2013 18:45 NZST | (48:0) Bericht |         |                    | Stade Henri-Desgranges, La Roche-sur-Yon Schiedsrichter: Andrew Lees (Australien) |

| 13. Juni 2013 20:45 NZST | Frankreich    | 19 : 26 | Südafrika | Stade Henri-Desgranges, La Roche-sur-Yon Schiedsrichter: Marius Mitrea (Italien) |
| 13. Juni 2013 20:45 NZST | (7:8) Bericht |         |           | Stade Henri-Desgranges, La Roche-sur-Yon Schiedsrichter: Marius Mitrea (Italien) |

### Gruppe B
|    | Land       | Spiele | Siege | Unent. | Ndlg. | Spiel- punkte | Diff. | Bonus- punkte | Tabellen- punkte |
| -- | ---------- | ------ | ----- | ------ | ----- | ------------- | ----- | ------------- | ---------------- |
| 1. | Neuseeland | 3      | 3     | 0      | 0     | 104:42        | + 62  | 2             | 14               |
| 2. | Irland     | 3      | 2     | 0      | 1     | 96:49         | + 47  | 2             | 10               |
| 3. | Australien | 3      | 1     | 0      | 2     | 71:45         | + 36  | 2             | 7                |
| 4. | Fidschi    | 3      | 0     | 0      | 3     | 21:151        | − 130 | 0             | 0                |

| 5. Juni 2013 18:45 MESZ | Irland         | 19 : 15 | Australien | Stade de la Rabine, Vannes Schiedsrichter: Luke Pearce (England) |
| 5. Juni 2013 18:45 MESZ | (10:8) Bericht |         |            | Stade de la Rabine, Vannes Schiedsrichter: Luke Pearce (England) |

| 5. Juni 2013 20:45 MESZ | Neuseeland     | 59 : 6 | Fidschi | Stade de la Rabine, Vannes Schiedsrichter: Andrew McMenemy (Schottland) |
| 5. Juni 2013 20:45 MESZ | (30:6) Bericht |        |         | Stade de la Rabine, Vannes Schiedsrichter: Andrew McMenemy (Schottland) |

| 9. Juni 2013 18:45 MESZ | Irland         | 46 : 3 | Fidschi | Stade de la Rabine, Vannes Schiedsrichter: Shuhei Kubo (Japan) |
| 9. Juni 2013 18:45 MESZ | (14:3) Bericht |        |         | Stade de la Rabine, Vannes Schiedsrichter: Shuhei Kubo (Japan) |

| 9. Juni 2013 20:45 MESZ | Neuseeland     | 14 : 10 | Australien | Stade de la Rabine, Vannes Schiedsrichter: Dudley Phillips (Irland) |
| 9. Juni 2013 20:45 MESZ | (14:3) Bericht |         |            | Stade de la Rabine, Vannes Schiedsrichter: Dudley Phillips (Irland) |

| 13. Juni 2013 18:45 MESZ | Neuseeland      | 31 : 26 | Irland | Stade de la Rabine, Vannes Schiedsrichter: Ian Davies (Wales) |
| 13. Juni 2013 18:45 MESZ | (14:11) Bericht |         |        | Stade de la Rabine, Vannes Schiedsrichter: Ian Davies (Wales) |

| 13. Juni 2013 20:45 MESZ | Australien     | 46 : 12 | Fidschi | Stade de la Rabine, Vannes Schiedsrichter: Mike Fraser (Neuseeland) |
| 13. Juni 2013 20:45 MESZ | (24:5) Bericht |         |         | Stade de la Rabine, Vannes Schiedsrichter: Mike Fraser (Neuseeland) |

### Gruppe C
|    | Land        | Spiele | Siege | Unent. | Ndlg. | Spiel- punkte | Diff. | Bonus- punkte | Tabellen- punkte |
| -- | ----------- | ------ | ----- | ------ | ----- | ------------- | ----- | ------------- | ---------------- |
| 1. | Wales       | 3      | 3     | 0      | 0     | 93:44         | + 49  | 1             | 13               |
| 2. | Argentinien | 3      | 2     | 0      | 1     | 92:53         | + 39  | 2             | 10               |
| 3. | Schottland  | 3      | 1     | 0      | 2     | 70:103        | − 33  | 2             | 6                |
| 4. | Samoa       | 3      | 0     | 0      | 3     | 52:106        | − 54  | 2             | 2                |

| 5. Juni 2013 18:00 MESZ | Wales          | 42 : 3 | Samoa | Stade Pascal-Laporte, Nantes Schiedsrichter: Andrew Lees (Australien) |
| 5. Juni 2013 18:00 MESZ | (18:3) Bericht |        |       | Stade Pascal-Laporte, Nantes Schiedsrichter: Andrew Lees (Australien) |

| 5. Juni 2013 20:00 MESZ | Argentinien     | 44 : 13 | Schottland | Stade Pascal-Laporte, Nantes Schiedsrichter: Marius Mitrea (Italien) |
| 5. Juni 2013 20:00 MESZ | (26:13) Bericht |         |            | Stade Pascal-Laporte, Nantes Schiedsrichter: Marius Mitrea (Italien) |

| 9. Juni 2013 15:00 MESZ | Argentinien    | 28 : 16 | Samoa | Stade Pascal-Laporte, Nantes Schiedsrichter: Ian Davies (Wales) |
| 9. Juni 2013 15:00 MESZ | (11:9) Bericht |         |       | Stade Pascal-Laporte, Nantes Schiedsrichter: Ian Davies (Wales) |

| 9. Juni 2013 17:00 MESZ | Wales          | 26 : 21 | Schottland | Stade Pascal-Laporte, Nantes Schiedsrichter: Stuart Berry (Südafrika) |
| 9. Juni 2013 17:00 MESZ | (13:6) Bericht |         |            | Stade Pascal-Laporte, Nantes Schiedsrichter: Stuart Berry (Südafrika) |

| 13. Juni 2013 16:45 MESZ | Wales          | 25 : 20 | Argentinien | Stade Pascal-Laporte, Nantes Schiedsrichter: Luke Pearce (England) |
| 13. Juni 2013 16:45 MESZ | (16:0) Bericht |         |             | Stade Pascal-Laporte, Nantes Schiedsrichter: Luke Pearce (England) |

| 13. Juni 2013 19:00 MESZ | Schottland      | 36 : 33 | Samoa | Stade Pascal-Laporte, Nantes Schiedsrichter: Dudley Phillips (Irland) |
| 13. Juni 2013 19:00 MESZ | (21:22) Bericht |         |       | Stade Pascal-Laporte, Nantes Schiedsrichter: Dudley Phillips (Irland) |

## Setzliste
Die Setzliste für die K.-o.-Phase, basierend auf den Ergebnissen der Vorrunde.
|                           | Land               | Gruppe | Diff. | Punkte |
| ------------------------- | ------------------ | ------ | ----- | ------ |
| Finalrunde                |                    |        |       |        |
| 01.                       | Neuseeland         | B      | + 62  | 14     |
| 02.                       | Südafrika          | A      | + 111 | 13     |
| 03.                       | Wales              | C      | + 49  | 13     |
| 04.                       | England            | A      | + 126 | 10     |
| Playoff um Platz 5 bis 8  |                    |        |       |        |
| 05.                       | Irland             | B      | + 47  | 10     |
| 06.                       | Argentinien        | C      | + 39  | 10     |
| 07.                       | Australien         | B      | + 36  | 7      |
| 08.                       | Frankreich         | A      | + 11  | 6      |
| Playoff um Platz 9 bis 12 |                    |        |       |        |
| 09.                       | Schottland         | C      | − 33  | 6      |
| 10.                       | Samoa              | C      | − 54  | 2      |
| 11.                       | Fidschi            | B      | − 130 | 0      |
| 12.                       | Vereinigte Staaten | A      | − 248 | 0      |

## K.-o.-Phase

### Playoff um Platz 9 bis 12
|  | Halbfinale         | Halbfinale       |                    |    | 9. Platz         | 9. Platz         |
|  |                    |                  |                    |    |                  |                  |
|  | Samoa              | 19               |                    |    |                  |                  |
|  | Fidschi            | 18               |                    |    |                  |                  |
|  | 18. Juni, Nantes   |                  |                    |    |                  |                  |
|  |                    |                  | 23. Juni, Nantes   |    |                  |                  |
|  | Samoa              | 33               |                    |    |                  |                  |
|  |                    | Schottland       | 24                 |    |                  |                  |
|  |                    |                  |                    |    |                  |                  |
|  | 11. Platz          |                  |                    |    |                  |                  |
|  | 18. Juni, Nantes   | 18. Juni, Nantes | Fidschi            | 46 |                  |                  |
|  | Schottland         | 39               | Vereinigte Staaten | 12 |                  |                  |
|  | Vereinigte Staaten | 3                |                    |    | 23. Juni, Nantes | 23. Juni, Nantes |

Halbfinale
| 18. Juni 2013 18:00 MESZ | Samoa         | 19 : 18 | Fidschi | Stade Pascal-Laporte, Nantes Schiedsrichter: Mike Fraser (Neuseeland) |
| 18. Juni 2013 18:00 MESZ | (9:7) Bericht |         |         | Stade Pascal-Laporte, Nantes Schiedsrichter: Mike Fraser (Neuseeland) |

| 18. Juni 2013 20:15 MESZ | Schottland     | 39 : 3 | Vereinigte Staaten | Stade Pascal-Laporte, Nantes Schiedsrichter: Shuhei Kubo (Japan) |
| 18. Juni 2013 20:15 MESZ | (13:0) Bericht |        |                    | Stade Pascal-Laporte, Nantes Schiedsrichter: Shuhei Kubo (Japan) |

Spiel um Platz 11
| 23. Juni 2013 17:15 MESZ | Fidschi        | 46 : 12 | Vereinigte Staaten | Stade Pascal-Laporte, Nantes Schiedsrichter: Stuart Berry (Südafrika) |
| 23. Juni 2013 17:15 MESZ | (22:0) Bericht |         |                    | Stade Pascal-Laporte, Nantes Schiedsrichter: Stuart Berry (Südafrika) |

Spiel um Platz 9
| 23. Juni 2013 15:00 MESZ | Samoa           | 33 : 24 | Schottland | Stade Pascal-Laporte, Nantes Schiedsrichter: Luke Pearce (England) |
| 23. Juni 2013 15:00 MESZ | (20:17) Bericht |         |            | Stade Pascal-Laporte, Nantes Schiedsrichter: Luke Pearce (England) |

### Playoff um Platz 5 bis 8
|  | Halbfinale       | Halbfinale       |                            |    | 5. Platz                   | 5. Platz                   |
|  |                  |                  |                            |    |                            |                            |
|  | Argentinien      | 22               |                            |    |                            |                            |
|  | Australien       | 15               |                            |    |                            |                            |
|  | 18. Juni, Nantes |                  |                            |    |                            |                            |
|  |                  |                  | 23. Juni, La Roche-sur-Yon |    |                            |                            |
|  | Argentinien      | 34               |                            |    |                            |                            |
|  |                  | Frankreich       | 37                         |    |                            |                            |
|  |                  |                  |                            |    |                            |                            |
|  | 7. Platz         |                  |                            |    |                            |                            |
|  | 18. Juni, Nantes | 18. Juni, Nantes | Australien                 | 28 |                            |                            |
|  | Irland           | 8                | Irland                     | 17 |                            |                            |
|  | Frankreich       | 9                |                            |    | 23. Juni, La Roche-sur-Yon | 23. Juni, La Roche-sur-Yon |

Halbfinale
| 18. Juni 2013 18:00 MESZ | Argentinien    | 22 : 15 | Australien | Stade de la Rabine, Vannes Schiedsrichter: Dudley Phillips (Irland) |
| 18. Juni 2013 18:00 MESZ | (10:7) Bericht |         |            | Stade de la Rabine, Vannes Schiedsrichter: Dudley Phillips (Irland) |

| 18. Juni 2013 20:15 MESZ | Irland        | 8 : 9 | Frankreich | Stade de la Rabine, Vannes Schiedsrichter: Andrew Lees (Australien) |
| 18. Juni 2013 20:15 MESZ | (5:6) Bericht |       |            | Stade de la Rabine, Vannes Schiedsrichter: Andrew Lees (Australien) |

Spiel um Platz 7
| 23. Juni 2013 15:00 MESZ | Australien     | 28 : 17 | Irland | Stade Henri-Desgranges, La Roche-sur-Yon Schiedsrichter: Marius Mitrea (Italien) |
| 23. Juni 2013 15:00 MESZ | (20:3) Bericht |         |        | Stade Henri-Desgranges, La Roche-sur-Yon Schiedsrichter: Marius Mitrea (Italien) |

Spiel um Platz 5
| 23. Juni 2013 17:15 MESZ | Argentinien    | 34 : 37 | Frankreich | Stade Henri-Desgranges, La Roche-sur-Yon Schiedsrichter: Ian Davies (Wales) |
| 23. Juni 2013 17:15 MESZ | (27:5) Bericht |         |            | Stade Henri-Desgranges, La Roche-sur-Yon Schiedsrichter: Ian Davies (Wales) |

### Finalrunde
|  | Halbfinale       | Halbfinale       |                  |    | Finale           | Finale           |
|  |                  |                  |                  |    |                  |                  |
|  | Südafrika        | 17               |                  |    |                  |                  |
|  | Wales            | 18               |                  |    |                  |                  |
|  | 18. Juni, Vannes |                  |                  |    |                  |                  |
|  |                  |                  | 23. Juni, Vannes |    |                  |                  |
|  | Wales            | 15               |                  |    |                  |                  |
|  |                  | England          | 23               |    |                  |                  |
|  |                  |                  |                  |    |                  |                  |
|  | 3. Platz         |                  |                  |    |                  |                  |
|  | 18. Juni, Vannes | 18. Juni, Vannes | Südafrika        | 41 |                  |                  |
|  | Neuseeland       | 21               | Neuseeland       | 34 |                  |                  |
|  | England          | 33               |                  |    | 23. Juni, Vannes | 23. Juni, Vannes |

Halbfinale
| 18. Juni 2013 18:15 MESZ | Südafrika     | 17 : 18 | Wales | Stade de la Rabine, Vannes Schiedsrichter: Luke Pearce (England) |
| 18. Juni 2013 18:15 MESZ | (7:6) Bericht |         |       | Stade de la Rabine, Vannes Schiedsrichter: Luke Pearce (England) |

| 18. Juni 2013 20:45 MESZ | Neuseeland     | 21 : 33 | England | Stade de la Rabine, Vannes Schiedsrichter: Stuart Berry (Südafrika) |
| 18. Juni 2013 20:45 MESZ | (8:20) Bericht |         |         | Stade de la Rabine, Vannes Schiedsrichter: Stuart Berry (Südafrika) |

Spiel um Platz 3
| 23. Juni 2013 15:15 MESZ | Südafrika       | 41 : 34 | Neuseeland | Stade de la Rabine, Vannes Schiedsrichter: Dudley Phillips (Irland) |
| 23. Juni 2013 15:15 MESZ | (21:26) Bericht |         |            | Stade de la Rabine, Vannes Schiedsrichter: Dudley Phillips (Irland) |

Finale
| 23. Juni 2013 18:45 MESZ | Wales                                                                                           | 15 : 23        | England                                                                                                | Stade de la Rabine, Vannes Schiedsrichter: Mike Fraser (Neuseeland) |
| 23. Juni 2013 18:45 MESZ | Versuche: Evans (2) 11. n.erh., 25. erh. Erhöhungen: Davies (1/2) Straftritte: Davies (1/1) 23. | (15:3) Bericht | Versuche: Nowell 58. erh. Hill 63. erh. Erhöhungen: Slade (2/2) Straftritte: Slade (3/5) 16., 72., 76. | Stade de la Rabine, Vannes Schiedsrichter: Mike Fraser (Neuseeland) |

## Schlussplatzierungen
| Platz | Land        |
| ----- | ----------- |
| 01    | England     |
| 02    | Wales       |
| 03    | Südafrika   |
| 04    | Neuseeland  |
| 05    | Frankreich  |
| 06    | Argentinien |
| 07    | Australien  |
| 08    | Irland      |
| 09    | Samoa       |
| 10    | Schottland  |
| 11    | Fidschi     |
| 12    | USA         |

England wurde Weltmeister, die USA stiegen ab und nahmen 2014 an der IRB Junior World Rugby Trophy teil.